# Genètica ecològica
La genètica ecològica és l'estudi de la genètica en el context de les interaccions entre organismes i entre els organismes i el medi que els envolta. Mentre que la genètica molecular estudia l'estructura i el funcionament dels gens a nivell molecualr, la genètica ecològica (i el camp relacionat de la genètica de poblacions) estudia l'evolució fenotípica en poblacions naturals d'organismes. La investigació en aquest camp es fa sobre trets amb importància ecològica – és a dir, trets relacionats amb l'aptitud, que afecten la supervivència i la reproducció (per exemple, temps de floriment, resistència a la sequera, índex de masculinitat…) d'un organisme.
Els estudis se solen dur a terme amb insectes i altres organismes amb període de generació curt, és a dir, que evolucionen ràpidament.